# Плюмбата

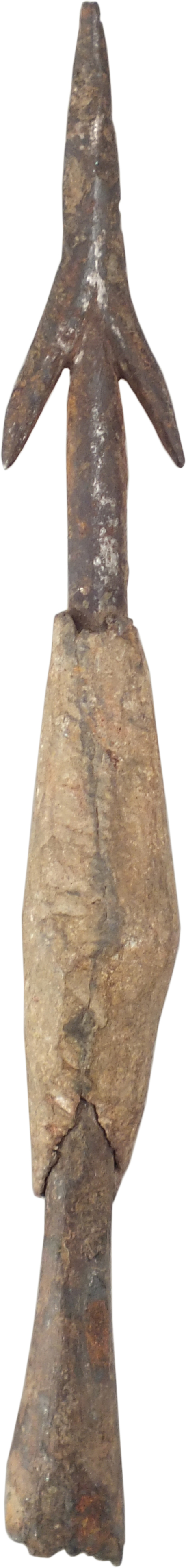
Плюмбата

Плюмба́та (лат. plumbata) — коротий дротик зі свинцевим обважнювачем, що використовувався за часів пізньої Римської імперії, Візантійської імперії, арміях деяких варварських королівств. Також звався «маттіобарбула» (mattiobarbula, mattiobarbuli) — від зіпсованого Martiobarbula («Марсова колючка»).

## Назва
Слово «плюмбата» є скороченням від повної форми «гаста плюмбата» (hasta plumbata) — «посвинцевана гаста», тобто дротик, вага якого збільшена свинцевим тягарцем.
Вегецій використовує як синонім цієї назви слово mattiobarbula («Марсова колючка»), яке також є прізвиськом легіонерів, озброєних нею.

## У працях
Перші письмові свідчення про плюмбату з'являються в анонімному трактаті «Про військові справи» і праці Вегеція «Короткий виклад військових справ», датованих останніми десятиліттям IV — початком V ст. Згідно з даними Вегеція в правління імператорів Діоклетіана і Максиміана іллірійські легіони I Iovia (в Новіодуні) і II Herculia (в Трезмісі) здобули таку велику досвідченість у поводженні з цією зброєю, що по його імені отримали прізвисько Маттіобарбулів.
Згадується також у один раз праці візантійського імператора Маврикія «Стратегікон» під назвою ῥιπτάρια (від грец. ῥίπτω — «кидати») та μαρτζοβαρβούλοι («мардзобарбула», «Марсова колючка»).
Опис зовнішнього вигляду і способу застосування плюмбати склав анонімний автор трактату «Про військові справи» («De rebus bellicis»), що жив на рубежі IV й V ст.

## Опис
Виготовляли плюмбату з рейки («ex ligno», тобто з древка), зробленої у вигляді стріли (sagitta), в яку ґрунтовно встромляється виготований у формі рогатини (venabuli) довгий наконечник (від 9,8 до 27,5 см). У верхній частині цього самого дротика прикріплюються заради швидкості пір'я. Свинцеве грузило (plumbum) прикріплюють на місці з'єднання залізного наконечника і древка, від якого ця зброя отримала своє найменування.
Деякі екземпляри для насадки на древко мали коротку втулку, іноді розщеплену в нижній частині. Інші закінчувалася пласким хвостовиком, який повинен був вставлятися в спеціальний пропил на держаку і закріплюватися на місці заклепкою.
В середньому плюмбата становила 94 см завдовжки. Кидання плюмбати здійснюється «не поштовхом лука або балісти», але простим розмахом руки (manus impetu) з невеликої відстані (comminus vadit). Її брали за хвостову частину і кидали знизу вгору повним помахом руки. Дальність її кидка перевищувала 50 м, за допомогою спеціального ременя-аментума (amentum) — на 64-73 м.
Прагнучи удосконалити плюмбату, римляни наприкінці IV ст. стали експериментувати з формою її наконечника. Завданням античних інженерів було забезпечити посилення проникаючих здібностей плюмбати без втрати її інших якостей. Одним з удосконалень була plumbata mamillata, «закруглений і в вістрі опущений наконечник», якій був здатний легше проникати в щити та обладунки. Mamillata у назві співвідноситься з mamilla за схожість ключового елемента його конструкції (свинцового грузила) з формою жіночих грудей. Плюмбата з подібним наконечником мав вагу бизько 0,73 кг і пробивав щит завтовшки 10 мм.

## Застосування
Пліній Молодший вказував, що стріли із свинцевим тягарцем (plumbatis sagittis), а також дротики подібної конструкції (plumbatis iaculis) для полювання на птахів використовували араби.
В описі Вегеція плюмбата є далекобійною метальною зброєю. Важкоозброєні легіонери Римської імперії, крім традиційної екіпіровки, споряджалися 5 плюмбатами, які вони носили на внутрішній стороні щита. Легіонери використовували плюмбати як наступальну зброю при першому натиску і оборонну — під час нападу супротивника. Постійні вправи дозволяли їм досягати такої вправності в поводженні з цією зброєю, що вороги та їх коні уражалися плюмбатами раніше, аніж справа доходила до рукопашного бою, і навіть до того, як підходили на відстань польоту дротика чи стріли. З відстані в 60 м легіонери одну за одною викидали в бік атакуючого супротивника п'ять плюмбат і після цього застосовували списи чи мечі. На кидок усіх п'яти плюмбат легіонер витрачав декілька секунд.
Застрільники, що на початку битви стояли перед строєм, також мали плюмбати на озброєнні. Відходячи з початком рукопашного бою назад під прикриття рядів легіонерів, вони продовжували обстрілювати супротивника. Плюмбати при цьому кидалися по високій параболічній траєкторії, поверх голів тих, що билися чи стояли попереду.
Вегецій спеціально обумовлював необхідність озброєння плюмбатами тріаріїв, які стояли в задніх рядах строю. Він також рекомендував використовувати плюмбати в облоговій справі — як при захисті стін від нападів противника, так і при штурмі ворожих укріплень.
Образ поля битви, засіяного метальними снарядами, досить часто зустрічається в описах античних істориків. За 15-20 секунд, які були потрібні вояку зі щитом для того, щоб пробігти відстань 60 м, римська когорта, вибудувана по 70 легіонерів по фронту і 8 осіб в глибину, випускала в повітря 2800 плюмбат. При ширині строю у 71 м щільність обстрілу становило близько 39 плюмбат на 1 м.
Значення плюмбати у візайнтійській армії деякий час зберігалося. Імператор Маврикій відносив цю збою до спорядження як легкоозброєних, так і тяжкоозброєних піхотинців. Перші використовували їх у розсипний строю в початковій фазі бою, другі — з переходом до рукопашної при нанесенні першого удару. При переході з місця на місце мардзобарбули возили на возах разом з дротиками, стрілами та іншим метальним озброєнням. На полі бою солдати переносили їх у спеціальному шкіряному футлярі, де їх поміщали відразу декілька штук.